# 화서휴게소
화서휴게소(化西休憩所, Hwaseo Service Area)는 경상북도 상주시 화서면에 위치한 서산영덕고속도로의 고속도로 휴게소이다. 영덕 방향에만 휴게소가 존재한다.

## 시설
- 화장실
- 주유소
- 주차장
- 식당
- 현금 자동 입출금기
- 매점

## 전후
- 구병산 나들목←화서휴게소←화서 나들목
- 속리산휴게소←화서휴게소←의성휴게소